# Arvicanthis blicki
Arvicanthis blicki és una espècie de mamífer rosegador de la família dels múrids. És endèmic d'Etiòpia, on viu a altituds d'entre 2.500 i 4.050 msnm. El seu hàbitat natural són els herbassars alpins. Està amenaçat per la poca extensió de la seva distribució. L'espècie fou anomenada en honor del metge estatunidenc John Charles Blick.